# Sanft schläft der Tod
Sanft schläft der Tod ist ein deutscher Fernseh-Psychothriller aus dem Jahr 2016. Die Uraufführung fand am 5. Oktober 2016 auf dem Filmfest München statt, die Erstausstrahlung am 7. Oktober 2017 im Ersten.

## Handlung
Anja und Frank Mendt machen mit ihren beiden Kindern Leila und Finn einen Segelausflug auf der Ostsee vor Binz auf Rügen. Als die Eltern kurz an Land gehen, wird das Boot mit den Kindern an Bord entführt. Als die Eltern die Entführung bei der örtlichen Polizei melden, erscheint dort Frank Mendts Vater Herbert Winter, der von der Entführung erfahren hat.
Frank hat den Kontakt zu seinem Vater vor Jahren abgebrochen, weil dieser zu DDR-Zeiten Ermittler bei der Stasi war. Nun will Herbert Winter helfen, den Entführer zu finden. Er hat kurz vor der Wende in einem ähnlichen Entführungsfall ermittelt, bei dem der Täter nie gefasst wurde. Winter glaubt, es mit dem Serientäter von damals zu tun zu haben, der nun wieder aktiv geworden ist.
Vater und Sohn verfolgen gemeinsam mit der Binzer Polizistin Vogt eine Spur, die sie nach Lübeck führt, während der erfahrene LKA-Ermittler Kempin mit seinen Leuten anderen Hinweisen folgt. Die Polizei hofft, dass ein Fernsehaufruf der Mutter den Entführer zu möglichen Aktivitäten bewegt.
Der meldet sich telefonisch bei Anja Mendt und kündigt an, die Kinder zurückzugeben, wenn sie es sich verdiene. Sie dürfe niemandem von diesem Telefonat erzählen, sonst werde er die Kinder umgehend töten. Er versucht vergeblich, Anja zu der Entscheidung zu zwingen, welches der Kinder sie mehr liebt. Bei einer Gegenüberstellung möglicher Verdächtiger erkennt sie die Stimme des Anrufers, verrät ihn aber nicht aus Angst um ihre Kinder.
Nachdem Winter herausfindet, dass es dem Entführer offensichtlich nicht um die Kinder geht, sondern um die Mütter, wird Anja rund um die Uhr überwacht. Winter und Kempin stoßen bei ihren Ermittlungen unabhängig voneinander auf Bernd Peters, Opfer eines schweren Verkehrsunfalls im Raum Rostock, der nach Jahren in der Reha seit knapp zwei Jahren wieder ein eigenständiges Leben führt. Er war als Kind von seiner Mutter zur Adoption freigegeben worden, während seine Schwester bleiben durfte.
Als Peters Anja zu einem alten, verfallenen Gebäude außerhalb der Stadt lotst, hört die Polizei mit und Kempin folgt ihr. Er wird getötet und so ist Anja auf sich allein gestellt. Peters gibt ihr per Telefon Anweisungen und erklärt, sie könne nur eines der Kinder retten. Beide hätten ein langsam wirkendes tödliches Gift bekommen. Sie könne in ihrem Auto das Gegengift für ein einziges Kind finden und solle entscheiden, welches Kind sie retten will. Sie weigert sich, eine Entscheidung zu treffen, da sie beide Kinder gleichermaßen liebt. Peters gerät aus dem Konzept, wird unvorsichtig und Anja kann ihn zunächst überwältigen. Danach gibt sie beiden Kindern das Gegenmittel, das sie in seinen Taschen gefunden hat. Inzwischen treffen auch Frank und sein Vater ein. Als Peters wieder zu sich kommt, sterben er und Winter im Schusswechsel.

## Rezeption

### Kritiken
Der Film erhielt in der Presse überwiegend positive Kritiken.
Heike Hupertz von der FAZ lobt das Buch als raffiniert, nennt die Kameraarbeit luzide und preist die Schauspielerinnen Marleen Lohse und Christina Große, durch die der Film atmosphärisch gewinne.
Rainer Tittelbach meint, der Film wolle „nicht mehr als eine spannende, wendungsreiche Geschichte erzählen – das aber nach allen Regeln der Genrekunst“. Der Autor orientiere sich dabei an klassischen Hollywood-Regisseuren wie Alfred Hitchcock oder Howard Hawks und wälze keine großen Themen. Die Schauspieler, insbesondere Marleen Lohse, zeigten punktgenaue Emotionen und starke Physis.
Für Stefan Fischer von der Süddeutschen Zeitung geht der Film etwas hölzern los, steigere sich dann aber im zweiten und dann noch einmal im letzten Teil, wo sich der Film wirkungsvoll auf einen hoch emotionalen, abgrundtiefen Antagonismus zweier Figuren konzentriere.
Heike Kunert bemängelt in der ZEIT die Verworrenheit der ihrer Meinung nach überfrachteten Handlung, die jedoch ein grandioser Matthias Brandt in der Rolle des psychisch kranken Entführers Bernd Peters durch seine schauspielerische Leistung entwirre.

### Einschaltquoten
Bei der Erstausstrahlung im Ersten am 7. Oktober 2017 sahen 6,09 Millionen Zuschauer den Film zur Hauptsendezeit. Damit erreichte er einen Marktanteil von 20,8 Prozent.